# Brea de Aragón
Brea de Aragón – gmina w Hiszpanii, w prowincji Saragossa, w Aragonii, o powierzchni 13,38 km². W 2011 roku gmina liczyła 1795 mieszkańców.